# Carel Blansjaar
Carel Blansjaar (Leiden, 21 mei 1823 - aldaar, 3 oktober 1906) was een Nederlands architect die voornamelijk werkzaam was in en rond de stad Leiden.

## Leven en werk
Carel Blansjaar werd geboren als zoon van Carel Blansjaar senior, metselaar en handelaar in oud ijzer te Leiden. Hij was een oom van de eveneens Leidse architect David Veilbrief.
Blansjaar ontwierp hoofdzakelijk in de stijl van de neorenaissance. Daarnaast werd hij ook geregeld gevraagd voor verbouwingen.
Zo werd hij ingeschakeld door de Lutherse gemeente van Leiden om het interieur van hun kerk aan de Hooglandse Kerkgracht aan te passen. Aangezien de kerkbanken en vloeren "sedert jaren (...) in een toestand verkeerde, die eene geheele vernieuwing van het inwendige der kerk noodzakelijk maakte" adviseerde hij alle betimmeringen te vervangen. Op uitdrukkelijk verzoek van de kerk bleef het koorhek bewaard. De verkoop van het oude interieur kon op kritiek rekenen van Victor de Stuers, die zich afvroeg waarom deze "vernieling" nodig was: "Zeker niet om dit schoon beschot door beter wagenschot te vervangen." Dat Blansjaar om pragmatische redenen de oude inboedel verving blijkt wel uit zijn reactie: "Het schotwerk was volgens De S. Uit de 17de eeuw, toen men de kluts kwijt was om practisch, bruikbaar te bouwen en dat gebrek bedekte met ongemotiveerde krullen en wanstaltige figuren die wij verplicht zijn bij elke voorkomende gelegenheid op te ruimen."

## Ontwerpen
| Naam                              | Bouwjaar  | Adres          | Plaats   | Bijzonderheden        | Afbeelding |
| --------------------------------- | --------- | -------------- | -------- | --------------------- | ---------- |
| winkelhuis                        | 1866      | Rapenburg 56   | Leiden   | gemeentelijk monument |            |
| Hervormde kerk                    | 1877      | Kerkring 1     | Fijnaart | rijksmonument         |            |
| Magazijn en woning firma Sala     | 1877-1878 | Breestraat 114 | Leiden   |                       |            |
| Kweekschool voor Zeevaart         | 1878-1879 | Noordeinde 2   | Leiden   | rijksmonument         |            |
| Badhuis firma J.J. Krantz en zoon | 1895      | Oude Vest 102  | Leiden   | gemeentelijk monument |            |